# Peter Kohlgraf
Peter Kohlgraf (Köln, 1967. március 21. –), a Mainzi egyházmegye püspöke.